# Лупан, Виктор Николаевич
Виктор Николаевич Лупан (3 апреля 1954, Черновцы — 22 января 2022, Париж) — французский журналист, писатель, издатель, редактор, кинорежиссёр-документалист, сын Николая Лупана. Глава редакционного совета журнала «Русская мысль».

## Биография
Родился 3 апреля 1954 в Черновцах. Мать его русская, отец был молдаванином. В 1958 году семья переехала в Кишинёв, где отец Виктора Лупана, Николай Иванович Лупан, стал первым главным редактором Молдавского телевидения.
Виктор закончил Молдавскую школу № 1. Учился на факультете французского языка Кишинёвского университета.
В 1974 году вместе с семьёй эмигрировал в Бельгию. В 1979 году окончил в Брюсселе Институт театра и кино (INSAS). За два года написал и поставил три спектакля. Первое десятилетие жизни на Западе он не имел общения ни с русской, ни с советской эмиграцией.
В 1981 году уехал в Соединённые Штаты Америки. В 1982—1984 годах преподавал в Университете штата Луизиана. Окончил Высшие режиссёрские курсы в Американском институте кино в Лос-Анджелесе.
В 1985 году переехал во Францию. В 1985—1986 годы работал на телевидении. Снял четыре полнометражных документальных фильма по своим сценариям. Фильм о советских пленных в Афганистане получил в 1987 году приз как лучший гуманитарный фильм года.
В 1986—2001 годы работал специальным корреспондентом и одним из ведущих журналистов-международников в журнале «Le Figaro Magazine». Опубликовал более 200 военных репортажей и интервью.
В 2001—2002 годы возглавлял французское издательство «Syrtes», в 2002—2007 — издательский дом «Presses de la Renaissance», являющийся собственностью второго по величине французского издательского концерна «Editis».
В 2004 году стал одним из основателей и членов правления Движения за поместное православие русской традиции в Западной Европе, в 2006 году вышел из него из-за разногласий с членами правления.
С 2006 года — глава редакционного совета и главный редактор газеты «Русская мысль».
В 2008 году основал и возглавлял Éditions de l’Œuvre. Лупан закрыл издательство в августе 2013 года.
Будучи прихожанином Александро-Невского собора в Париже, Виктор Лупан предпринимал значительные усилия для восстановления канонического единства Архиепископии западноевропейских приходов русской традиции с Матерью-Церковью.
26 июля 2010 года вошёл в состав Патриаршего совета по культуре.
С 2014 года Виктор Лупан являлся директором парижского издательства «Роше» (фр. Editions du Rocher).
С 2014 года Виктор Лупан продюсировал и вёл три еженедельные передачи на парижской радиостанции «Radio Notre Dame».
С 2014 года Виктор Лупан преподавал киноанализ и язык кино в Институте Жоржа Мельеса (фр. Institut Georges Méliès), одном из ведущих учебных заведений Франции, обучающим новейшим технологиям в области анимации.
Скончался 22 января 2022 года в Париже в возрасте 67 лет.

## Публикации
Издал в Париже книги:
- «La révolution n’a pas eu lieu» («Революция не состоялась») (1990)
- «L’argent de Moscou» («Московские деньги») (1994)
- «Le défi russe» («Русский вызов») (2000, Москва, 2001)[10]
- «Nicolas II, le saint tsar» (2001)
- «Le désarroi» («Растерянность») (2001) попал в список кандидатов на французскую литературную премию Interallié.
- «Enquête sur la morte de Jésus» («Расследование смерти Иисуса») (2005)
- «Les démons de Dan Brown» (2005)

## Награды
- Почётная грамота Правительственной комиссии по делам соотечественников за рубежом (2008)[11].